# Cycloconchidae
Cycloconchidae zijn een uitgestorven familie van tweekleppigen uit de orde Actinodontida.